# Wahlbezirk Böhmen 78
Der Wahlbezirk Böhmen 78 war ein Wahlkreis für die Wahlen zum Abgeordnetenhaus im österreichischen Kronland Böhmen. Der Wahlbezirk wurde 1907 mit der Einführung der Reichsratswahlordnung geschaffen und bestand bis zum Zusammenbruch der Habsburgermonarchie.

## Geschichte
Nachdem der Reichsrat im Herbst 1906 das allgemeine, gleiche, geheime und direkte Männerwahlrecht beschlossen hatte, wurde mit 26. Jänner 1907 die große Wahlrechtsreform durch Sanktionierung von Kaiser Franz Joseph I. gültig. Mit der neuen Reichsratswahlordnung schuf man insgesamt 516 Wahlbezirke mit je einem zu wählenden Abgeordneten, die durch Direktwahl mit allfälliger Stichwahl bestimmt wurden. Der Wahlkreis Böhmen 78 umfasste die Städte Böhmisch Leipa, Niemes, Deutsch Gabel, Zwickau, Haida, Blottendorf, Dauba und Hirschberg. Aus der Reichsratswahl 1907 ging Vinzenz Kraus von den Deutschradikalen hervor, der seinen Sitz auch bei der Reichsratswahl 1911 verteidigen konnte.

## Wahlergebnisse

### Reichsratswahl 1907
Die Reichsratswahl 1907 wurde am 14. Mai 1907 (erster Wahlgang) sowie am 23. Mai 1907 (Stichwahl) durchgeführt.

#### Erster Wahlgang
| Kandidat                                                              | Partei                      | Wahlkreis- stimmen | Prozent |
| --------------------------------------------------------------------- | --------------------------- | ------------------ | ------- |
| Theodor Wollschak                                                     | Sozialdemokratische Partei  | 3109               | 46,6 %  |
| Vinzenz Kraus                                                         | Freialldeutsche Partei      | 2129               | 31,9 %  |
| Wilhelm Feistner                                                      | Deutsche Fortschrittspartei | 1065               | 16,0 %  |
| Josef Markert                                                         | Deutsche Volkspartei        | 190                | 2,8 %   |
| Albert Gessmann                                                       | Christlichsoziale Partei    | 161                | 2,4 %   |
|                                                                       | Sonstige Parteien           | 15                 | 0,2 %   |
| Wahlberechtigte: 7521, Ungültige Stimmen: 23, Wahlbeteiligung: 89,0 % |                             |                    |         |

#### Stichwahl
| Kandidat                                                              | Partei                     | Wahlkreis- stimmen | Prozent |
| --------------------------------------------------------------------- | -------------------------- | ------------------ | ------- |
| Vinzenz Kraus                                                         | Freialldeutsche Partei     | 3399               | 50,6 %  |
| Theodor Wollschak                                                     | Sozialdemokratische Partei | 3315               | 49,4 %  |
| Wahlberechtigte: 7521, Ungültige Stimmen: 55, Wahlbeteiligung: 90,0 % |                            |                    |         |

### Reichsratswahl 1911
Die Reichsratswahl 1911 wurde am 13. Juni 1911 durchgeführt. Die Stichwahl entfiel auf Grund des absoluten Mehrheit für Wilhelm Keller im ersten Wahlgang.
| Kandidat                                                              | Partei                     | Wahlkreis- stimmen | Prozent |
| --------------------------------------------------------------------- | -------------------------- | ------------------ | ------- |
| Vinzenz Kraus                                                         | Deutschradikale Partei     | 3943               | 58,9 %  |
| Eduard Hansmann                                                       | Sozialdemokratische Partei | 2652               | 39,6 %  |
|                                                                       | Sonstige Parteien          | 99                 | 1,5 %   |
| Wahlberechtigte: 7652, Ungültige Stimmen: 61, Wahlbeteiligung: 88,3 % |                            |                    |         |